# Kokarde (Abzeichen)

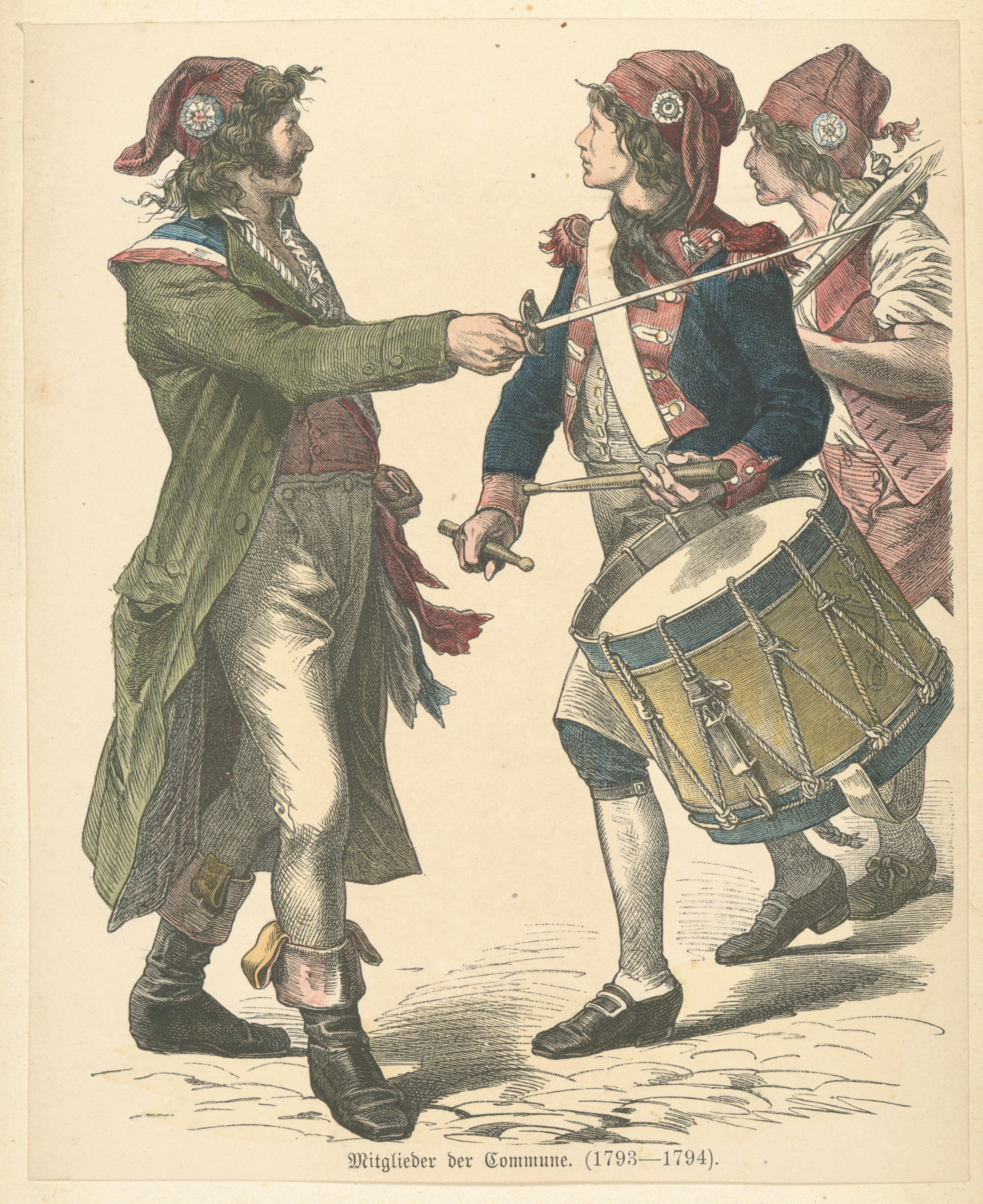
Männer mit Kokarden an den Jakobinermützen

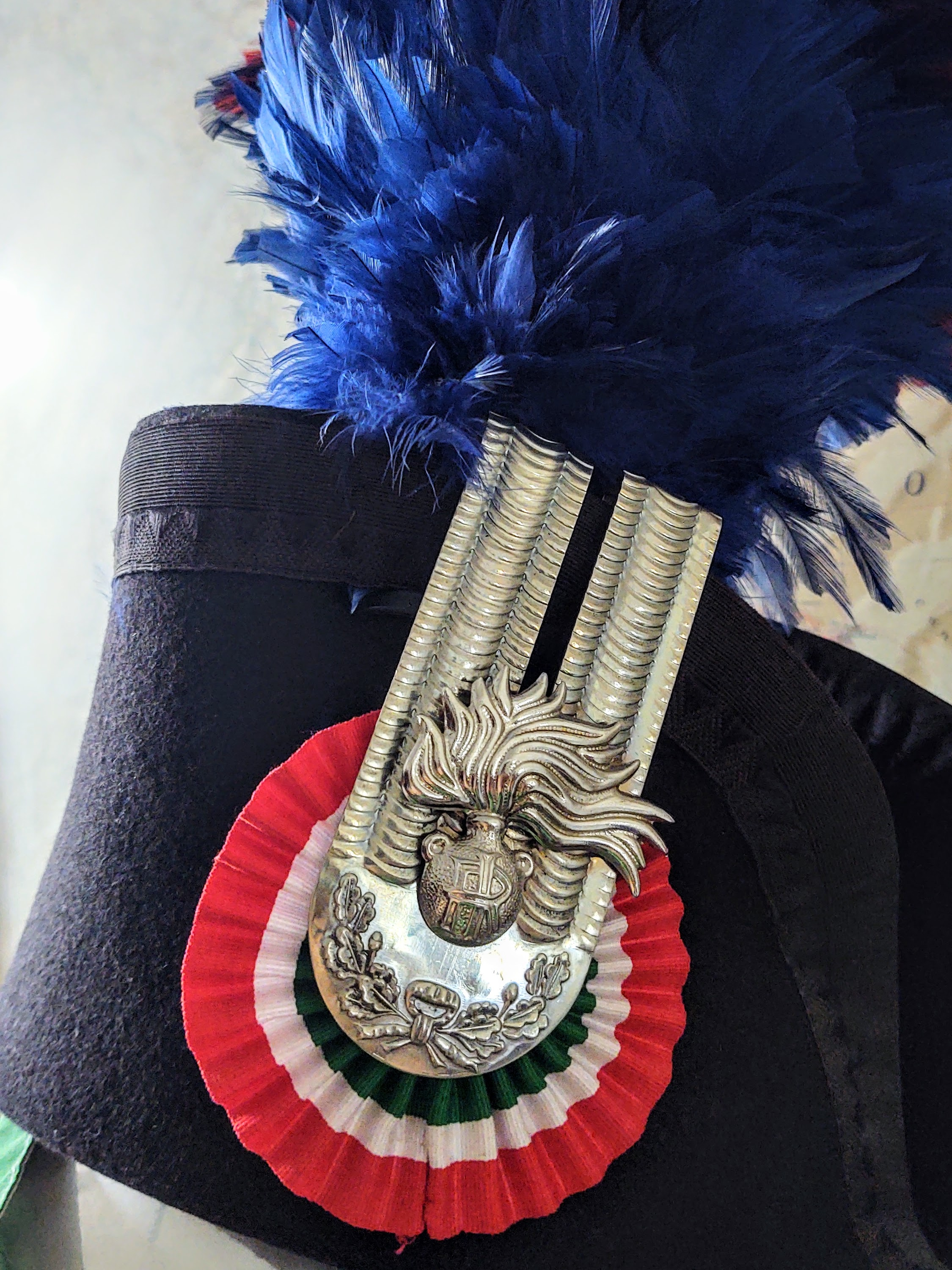
Italienische Kokarde am Hut der historischen Uniform eines Carabiniere (wird gegenwärtig so getragen)

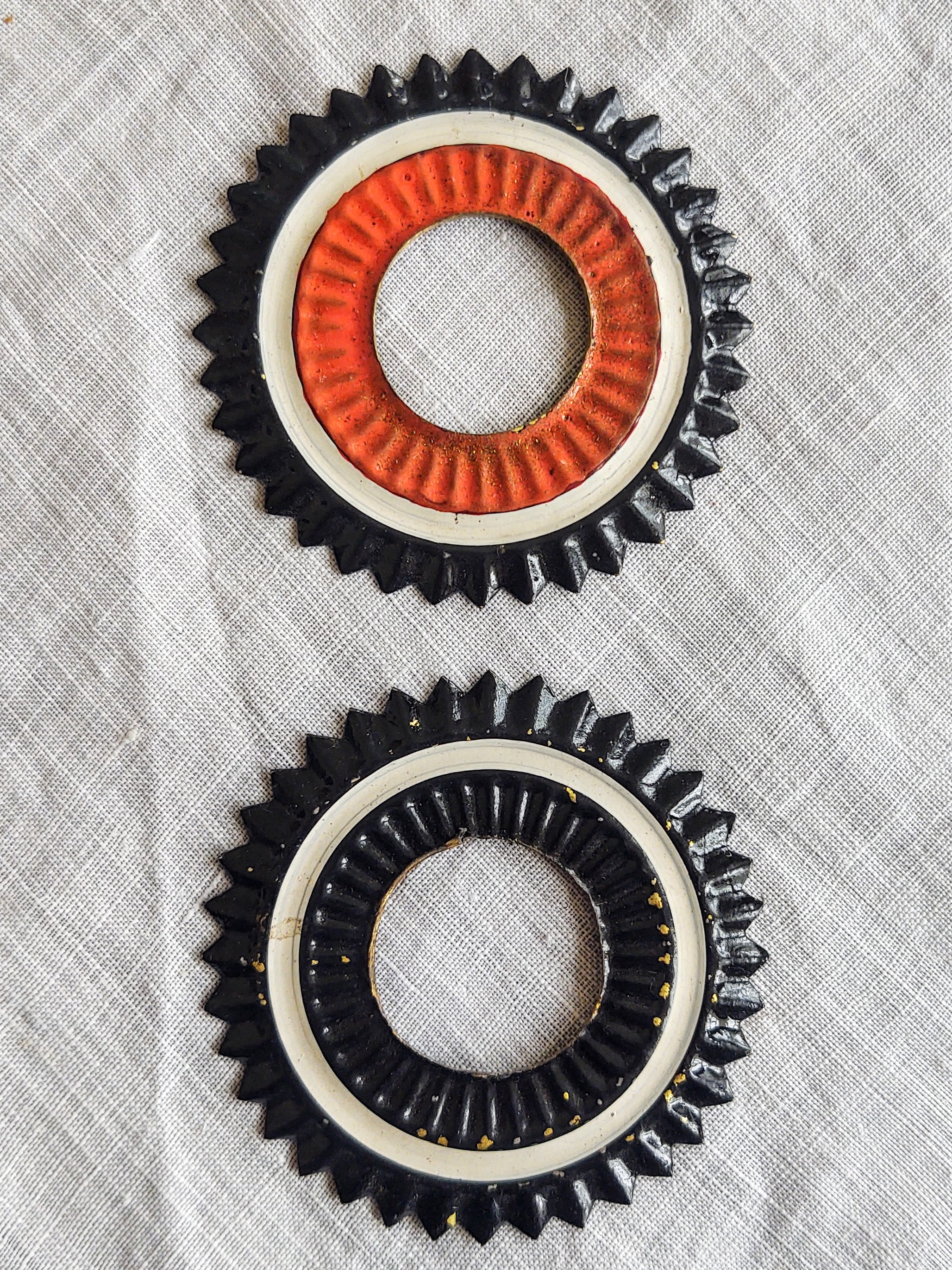
Kokarden für Mannschaftsdienstgrade, passend für Pickelhauben, Tschakos und Tschapkas an Knopf 91. Oben Deutsches Reich, unten Preußen

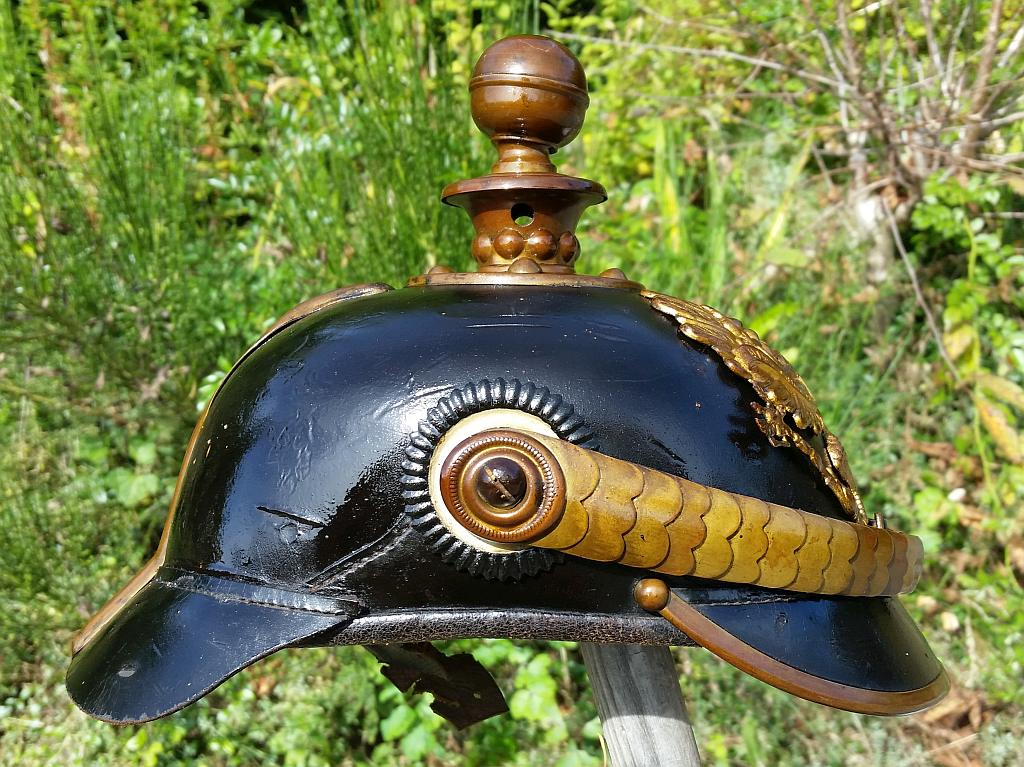
Preußischer Helm der Artillerietruppen mit rechtsseitiger Kokarde

Eine Kokarde ist ein ursprünglich kreisförmiges Abzeichen, meist mit militärischer oder politischer Bedeutung, zum Beispiel als Aufnäher auf Kleidern und Uniformmützen oder als Lackierung auf den Flügeln von Militärflugzeugen.
Spätere Formen waren Schleifen und Ovale, zum Teil mit seitlichen Flügeln (Luftwaffe, NVA).
Nach den Regeln der Heraldik steht in der Mitte immer die wichtigste, die sogenannte Herzfarbe. Die Farben werden von innen nach außen aufgezählt.

## Die Coquarde in Frankreich
Im 17. Jahrhundert verstand man in Frankreich unter coquarde eine am Hut befestigte Bandschleife als Zeichen der Zugehörigkeit zu einer politischen Gruppierung.
Während der Französischen Revolution verbreitete sich die Kokarde intensiv. Sie wurde an den Kleidern oder auf Mützen getragen als sichtbares Zeichen, Anhänger der Revolution zu sein.
Vermutlich wurde ihre farbliche Zusammensetzung in der Nacht vom 13. zum 14. Juli 1789 entwickelt. Am 17. des gleichen Monats nahm Ludwig XVI. sie bei seinem Besuch in Paris nach Anraten Baillys und Lafayettes offiziell an. Ab dem 8. Juli 1792 wurde sie für Männer verpflichtend, während man den Frauen dies erst ab dem 21. September 1793 abverlangte. Die Regelungen blieben so bis 1796 bestehen.

## Ausbreitung in Europa
Die französischen Heere brachten die blau-weiß-rote Kokarde nach ganz Europa. In der Helvetischen Republik war das Tragen der grün-rot-gelben Kokarde Bürgerpflicht. In den Befreiungskriegen verwendeten die Gegner Napoleons Kokarden in ihren Landesfarben als militärisches Erkennungszeichen, beispielsweise:
- Preußen: schwarz-weiß
- Österreich: schwarz-gelb
- Großbritannien: rot-weiß-blau
- Italien: grün-weiß-rot
- Russland: gelb-schwarz-weiß und weiß-blau-rot
- Portugal: rot-blau
- Spanien: rot

## Uniformkokarden in Deutschland

### 1871–1945

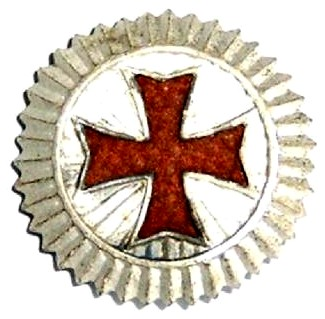
Hanseatische Kokarde der Infanterie aus Lübeck, Bremen und Hamburg, 1866 bis 1919

In Deutschland bzw. in den deutschen Staaten vor der Reichsgründung wurden Kokarden zu unterschiedlichen Zeitpunkten eingeführt (z. B. Preußen 1813).
Im Norddeutschen Bund und im Deutschen Reich wurden die Kokarden folgendermaßen verwendet:
- schwarz-weiß und Landeskokarde: Norddeutscher Bund ab 1867
- Reichskokarde (rot-weiß-schwarz) und Landeskokarde: Deutsches Kaiserreich ab 22. März 1897[2][3]
- Bis November 1918 zur Reichskokarde die der vier Königreiche Bayern, Preußen, Sachsen und Württemberg sowie der Länder (Grafik Reichs– und Länderkokarden der Deutschen Armee vor 1919)

- Adler im Eichenlaub: Weimarer Republik – Reichswehr ab 1921

- rot-weiß-schwarz: Drittes Reich – Wehrmacht ab 1935

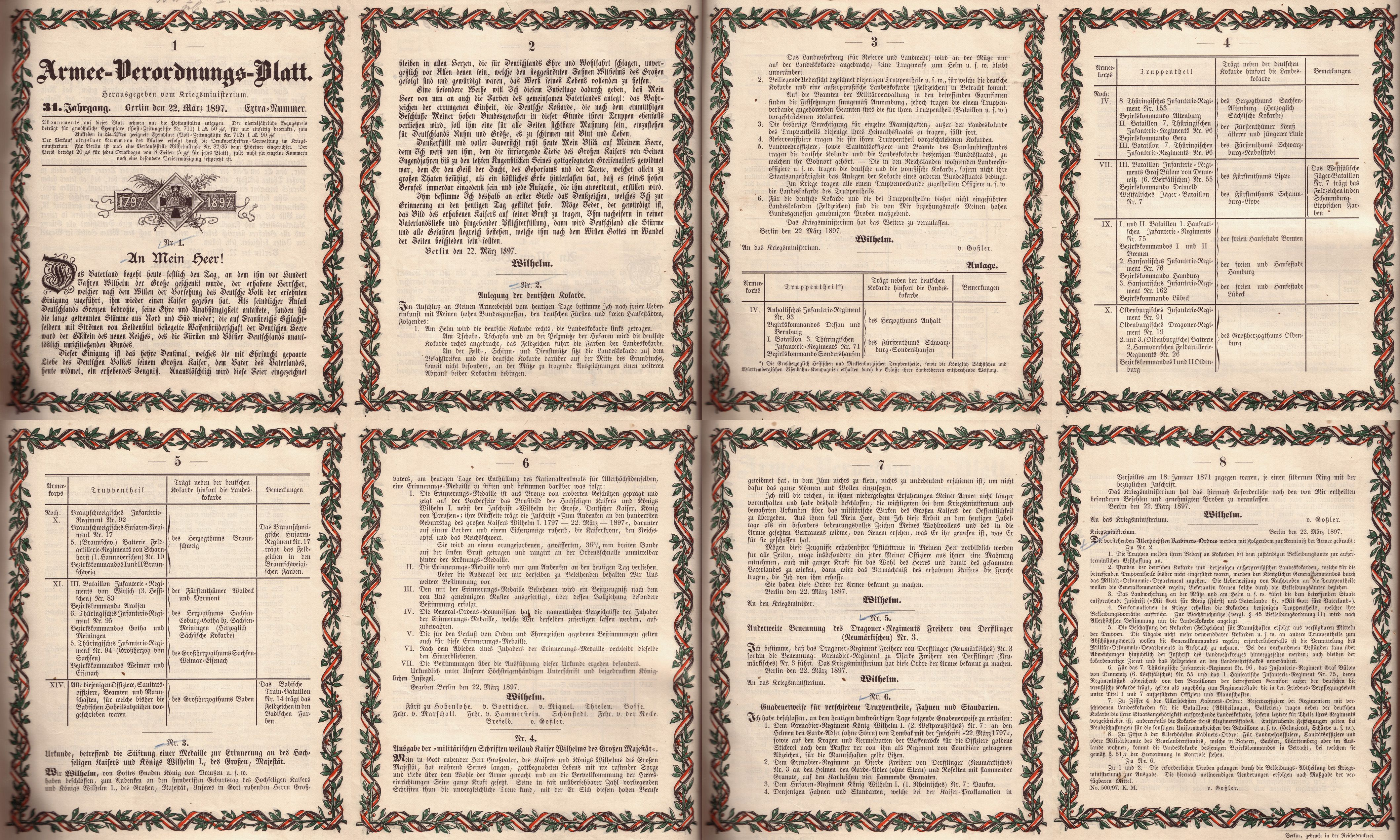
Erlass 1897 zum Anlegen der deutschen Kokarde.
Reichskokarde 1871–1945
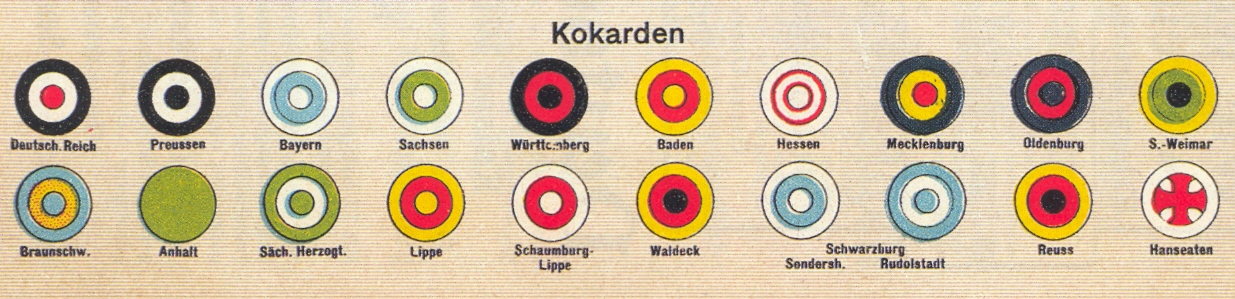
Reichs– und Länderkokarden der Deutschen Armee vor 1919

#### Trageweisen und Beschaffenheit vor 1919
Auf Pickelhauben wurde ab dem 22. März 1897 vom gesamten Reichsheer die deutsche Reichskokarde rot-weiß-schwarz rechts anstelle der Landeskokarde getragen, die auf die linke Seite umgesteckt werden musste. An Tschakos, Tschapkas und Pelzmützen wurde die Reichskokarde ebenfalls rechts angebracht, das Feldzeichen führte die Farben der Landeskokarde. Für Mannschaftsdienstgrade wiesen fast alle Kokarden ein mittiges Loch von ca. 18 mm Durchmesser auf (Bild rechts), um an Knopf 91 angebracht und mittels Kinnriemenhalterung fixiert werden zu können. An den Feld–, Schirm– und Dienstmützen wurde die Landeskokarde mittig auf dem farbigen Besatzstreifen unten und die deutsche Reichskokarde oben auf der Mitte des Grundtuchs getragen, soweit nicht besonders an der Mütze zu tragende Auszeichnungen einen weiteren Abstand beider Kokarden bedingten.
In der Regel hatten die Kokarden einen Durchmesser von 4,8 cm und waren für die Mannschaftsdienstgrade aus Messing oder Eisenblech gefertigt, in Bayern hingegen aus Neusilber. Der klassische gezackte Rand war durch alle Länder hindurch gleich, nur für Hessen und Sachsen wiesen sie einen glatten Rand auf. Offiziersdienstgrade trugen anstelle des weiß lackierten Bereichs einen silbernen Ringaufsatz auf ihren Kokarden, die einen größeren Durchmesser von 5,5 cm aufwiesen. Auch hier waren die Ränder gezackt mit Ausnahme glatter Ränder in Hessen, Sachsen und Württemberg.

### Nach 1945
Nach dem Zweiten Weltkrieg gab es verschiedene Erscheinungsformen. So wurden auf Dienstmützen von Landesbediensteten lange Zeit Kokarden in den Landesfarben verwendet. Bei den Landespolizeien wurden die Kokarden auf die Bundesfarben in den 1970er Jahren umgestellt. Einige Bundesländer verwenden aber auch gar keine Kokarde. Bei Bundesbediensteten wurde bald die Kokarde in den Bundesfarben eingeführt, sie wird an der Kopfbedeckung getragen.
In Deutschland ist sie an Uniformen der Polizei (Bundespolizei und manche Landespolizeien), des Zolls, des BAG, des THW und der Bundeswehr sowie der Feuerwehr vertreten. Die Kokarde ist als Hoheitszeichen durch § 90a StGB geschützt.
In der DDR trugen die Angehörigen der 1956 gebildeten Nationalen Volksarmee (NVA) schwarz-rot-goldene Kokarden, bis 1959 an ihre Stelle das Staatswappen der DDR trat. Dagegen trugen die Eisenbahner der Deutschen Reichsbahn (DR) bis zum Schluss schwarz-rot-goldenen Kokarden an den Dienstmützen, was auf den speziellen Status der DR in Berlin zurückzuführen war.

Kokarde Deutschlands (und Ostdeutschlands 1956–1959)

## Nationalkokarden
Die Kokarden der Nationen, beziehungsweise deren Streitkräfte, orientieren sich grundsätzlich an den Farben der Nationalflagge oder des Königshauses der jeweiligen Epoche. Bei Uniformen werden sie meist zentral auf der Kopfbedeckung getragen, ansonsten am Oberkörper. Sie unterscheiden sich häufig von den Flugzeugkokarden der jeweiligen Streitkräfte, um Fehl-Identifikationen zu vermeiden.

Auswahl: 

Albanien
Argentinien
Belgien
Bolivien (1826–1851)
Brasilien
Britannien
Dänemark, Österreich, Peru, Türkei
Finnland
Frankreich
Italien
Griechenland
Indien
Iran
Irland
Japan
Kolumbien
Monaco
Niederlande
Österreich-Ungarn
Pakistan
Portugal (bis 1797)
Portugal (1821–1823, 1830–1910)
Portugal (1797–1821, 1823–1830)
Portugal (seit 1910)
Rumänien
Russland (bis 1917, Gegenwart)
Serbien
Schweden
Ungarn
Ukraine
Uruguay
Venezuela
Vereinigte Staaten

## Flugzeugkokarden
Der Begriff Flugzeugkokarde (selten auch Flugzeugabzeichen) bezeichnet ein Hoheitszeichen auf militärischen Luftfahrzeugen, die in der Regel in den Nationalfarben des jeweiligen Staates gehalten sind.

In der englischen Sprache werden sie als Roundel bezeichnet.
Flugzeugkokarden (Auswahl):

Deutsches Reich (Kaiserreich) (1910–1915) und Zarentum Bulgarien (1915–1918)
Deutsches Reich (Kaiserreich) (1916–1917)
Deutsches Reich (Kaiserreich, Weimarer Republik) (1917–1919)
(Groß-)Deutsches Reich (1935–1945)
Deutsche Demokratische Republik (1956–1959)
Deutsche Demokratische Republik (1959–1990)
Bundesrepublik Deutschland
Vereinigtes Königreich
Finnland (1918–1945)
Finnland
Frankreich (1912–1945)
Frankreich
Griechenland (seit 1919)
Königreich Italien (1940–1943)
Königreich Italien (1943–1946)
Italienische Sozialrepublik (1943–1945)
Italien
Lettland (1918–1940)
Lettland (1991–2000)
Lettland
Luxemburg
Norwegen (1912–1940)
Norwegen
Österreich
Polen (1921–1993)
Polen
Ursprüngliches Symbol der Luftstreitkräfte der Sowjetunion; danach mit weißer Umrandung (wie rechts bei Russland)
Russland (1992–2010)
Russland
Schweden (1926–1937)
Schweden
Schweiz (1914–1947)
Schweiz
Tschechien
Türkei (1918–1972)
Türkei
Ukraine
Vereinigte Staaten